# Carl Stumpf
Carl Stumpf (21 de abril de 1848 — 25 de dezembro de 1936) foi um filósofo e psicólogo alemão.

## Vida acadêmica
Foi professor na Universidade de Göttingen em 1870, onde publicou a sua primeira obra de importância Über den psychologischen Ursprung des Raumvorstellung ("Origem psicológica da percepção do espaço"). Foi professor também na Universidade de Würzburg (1875), e nas universidades de Praga (1879), Halle (1884), e Munique (1889). Em 1894 alcançou a posição de diretor do Instituto de Psicologia Experimental na Friedrich-Wilhelms-Universität, na cidade de Berlim.